# Milupa-Urteil
Das Milupa-Urteil des VI. Zivilsenat des Bundesgerichtshofes vom 12. November 1991 ist ein Urteil zur Produzentenhaftung. Es befasst sich mit der Pflicht des Herstellers, auf Gefahren seiner Produkte hinzuweisen.

## Sachverhalt
Die Firma Milupa hatte Anfang der 1980er Jahre ein zuckerhaltiges Instantteegetränk für Kleinkinder sowie Babyflaschen vertrieben. Letztere hatten einen kieferorthopädischen Sauger, was dazu führte, dass die schützende Wirkung des Speichelflusses gegenüber herkömmlichen Babyflaschen geringer war.
1981 beschrieb Professor Willi-Eckhard Wetzel vom Universitätsklinikum Gießen und Marburg in einer deutschen Fachzeitschrift, dass dauerndes Nuckeln durch die ständige Umspülung der Zähne mit zuckerhaltiger Flüssigkeit zum Nursing-Bottle-Syndrom, einer Form der Karies an den Milchzähnen, führen kann. Daraufhin fügte die Firma entsprechende Warnhinweise bei, die sich bis Ende 1982 ohne besondere Hervorhebung in der Zubereitungsanleitung befanden. In Merkblättern mit werbendem Charakter wurde ebenfalls am Rande auf die Gefahren hingewiesen. Das Nursing-Bottle-Syndrom war bereits 1971 in ausländischen Publikationen beschrieben worden.
Der 1979 geborene Kläger hatte bis 1983 täglich größere Mengen des Teegetränks aus Babyflaschen des Herstellers getrunken. Die Flaschen waren ihm zum Einschlafen gegeben worden, so dass er langandauernd unbeaufsichtigt genuckelt hatte. 1985 wurde bei ihm Milchzahnkaries festgestellt, und mehrere Schneidezähne mussten gezogen werden. Er verlangte vom Hersteller Schadenersatz.

## Urteil
Der Bundesgerichtshof als letzte Instanz sprach dem Kläger Schadenersatz gemäß  § 823 in Verbindung mit  § 847 BGB zu, da der Hersteller seiner Instruktionspflicht nicht ausreichend nachgekommen sei. 
Das Gericht vertrat die Auffassung, dass der Hersteller bereits 1979 die Gefahr von Milchzahnkaries hätte kennen müssen. Zudem seien die angebrachten Warnhinweise nicht ausreichend gewesen. Selbst nach 1982, als die Hinweise hervorgehoben wurden, sei nicht davon auszugehen gewesen, dass Kunden, die das Produkt bereits häufiger gekauft hatten, diese Hinweise lesen würden, da die Warnung nicht deutlich genug sei. Diese Verletzung der Instruktionspflicht sei schuldhaft gewesen, da der Hersteller nicht beweisen konnte, dass ihn kein Verschulden trifft. Die Richter merkten in der Urteilsbegründung auch an, dass es zwar kein bestimmungsgemäßer Gebrauch sei, das Kind dauernd unbeaufsichtigt nuckeln zu lassen, jedoch ein naheliegender Fehlgebrauch, zumal das Produkt als beruhigend beworben worden war. 
Weiterhin entschied das Gericht, dass im Produkthaftungsprozess keine Beweiserleichterung für den Geschädigten analog zum Arzthaftungsprozess anzuwenden ist.

## Bedeutung
Das Milupa-Urteil führte aus mehreren Gründen zu einer deutlichen Verschärfung der Rechtsprechung im Bereich der Produkthaftung. Zum einen muss, wer ein potenziell gefährliches Produkt in Verkehr bringt, nun selbst prüfen, inwieweit von dem Produkt eine Gesundheitsgefährdung ausgeht. Es genügt nicht, erst nach Hinweisen tätig zu werden. Zum anderen stellte das Gericht hohe Anforderungen an die Warnhinweise.

## Kritik
Das Urteil wird in der Literatur häufig kritisiert. Ein Kritikpunkt ist, dass die Warnhinweise sofort deutlich auffallen müssen, und nicht erwartet wird, dass vor der Anwendung die Gebrauchsanweisung durchgelesen wird. Dies gilt selbst dann, wenn es sich um eine allgemein bekannte Gefahr handelt, wie die Tatsache, dass zuckerhaltige Getränke zu Karies führen.